# Gentleman

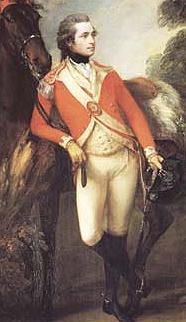
Ein Gentleman auf einem Gemälde von Thomas Gainsborough, 1782

Der Begriff Gentleman bezeichnet einen aufgrund seiner Geburt, seines Charakters, seiner Bildung und seines Anstands sozial herausgehobenen Mann. Der Ausdruck wurde in England geprägt und war in höheren Kreisen stets eng verbunden mit dem britischen Nationalcharakter.

## Etymologie
Der Begriff setzt sich aus den englischen Wörtern gentle („liebenswürdig, gütig, sanft“) und man („Mann“) zusammen. Gentle wiederum geht auf das altfranzösische gentil („wohlgeboren“) und damit letztlich auf das lateinische gentilis („derselben Familie, Rasse oder Völkerschaft zugehörig“) zurück. Etymologische Verwandtschaften bestehen insofern auch zum englischen Begriff Gentry, der den niederen Adel bezeichnet. Parallele Begriffe gibt es im Französischen mit gentilhomme, im Spanischen mit gentilhombre und im Italienischen mit gentiluomo. Gentleman ist ins Deutsche am ehesten zu übersetzen mit Edelmann, Ehrenmann oder auch Kavalier.

## Definitionen
Der Begriff des Gentleman ist relativ vage und konturlos: eine verbindliche Charakterisierung ist kaum möglich. Als notwendige, manchmal auch hinreichende Voraussetzungen wurden unter anderem genannt:

### Zugehörigkeit zum Adel
In älterer Zeit galt als maßgebliches Kriterium die Zugehörigkeit der betreffenden Person zum Adel. John Selden etwa setzt in Titles of Honour von 1614 die Begriffe „Gentleman“ und „Nobilis“ gleich. Daniel Defoe schreibt in seinem Compleat English Gentleman von 1729, bei einem Gentleman müsse es sich jedenfalls um einen „Nachkommen einer bekannten und altehrwürdigen Familie“ handeln. Nach William Harrison sollen jene Gentleman genannt werden, die aufgrund ihres Blutes oder ihrer Abkunft, (…) allgemein als vornehm gelten.
Teilweise wurde auch vertreten, bei den Gentlemen handele es sich um eine eigene Klasse, die sich spätestens im 15. Jahrhundert zwischen dem eigentlichen Adel und dem gemeinen Volk herausgebildet habe. Ein Grundbesitzerregister von 1431 führt etwa neben Knights, Esquires, Yeomen und Husbandmen (also Haushaltsvorständen) auch die Klasse der Gentlemen auf.
Große Bedeutung kam insofern auch der Berechtigung zu, ein Wappen zu führen. Manchmal wurde diese sogar als allein ausschlaggebendes Merkmal betrachtet. Aufschlussreich erscheint insofern eine Szene aus Shakespeares Der Widerspenstigen Zähmung (Akt II,1):
Petruchio: „I swear I’ll cuff you if you strike again.“
Catharina: „So may you lose your arms: If you strike me, you are no gentleman;
And if no gentleman, why then no arms.“
Übersetzung:
Petruchio: „Ich schwör, du kriegst eins, wenn Du noch mal schlägst!“
Katharina: „So mögt ihr Euer Wappen wohl verlieren: Wenn ihr mich schlügt, wärt Ihr kein Edelmann,
Und wer kein Edelmann hat folglich auch kein Wappen.“

### Bildung

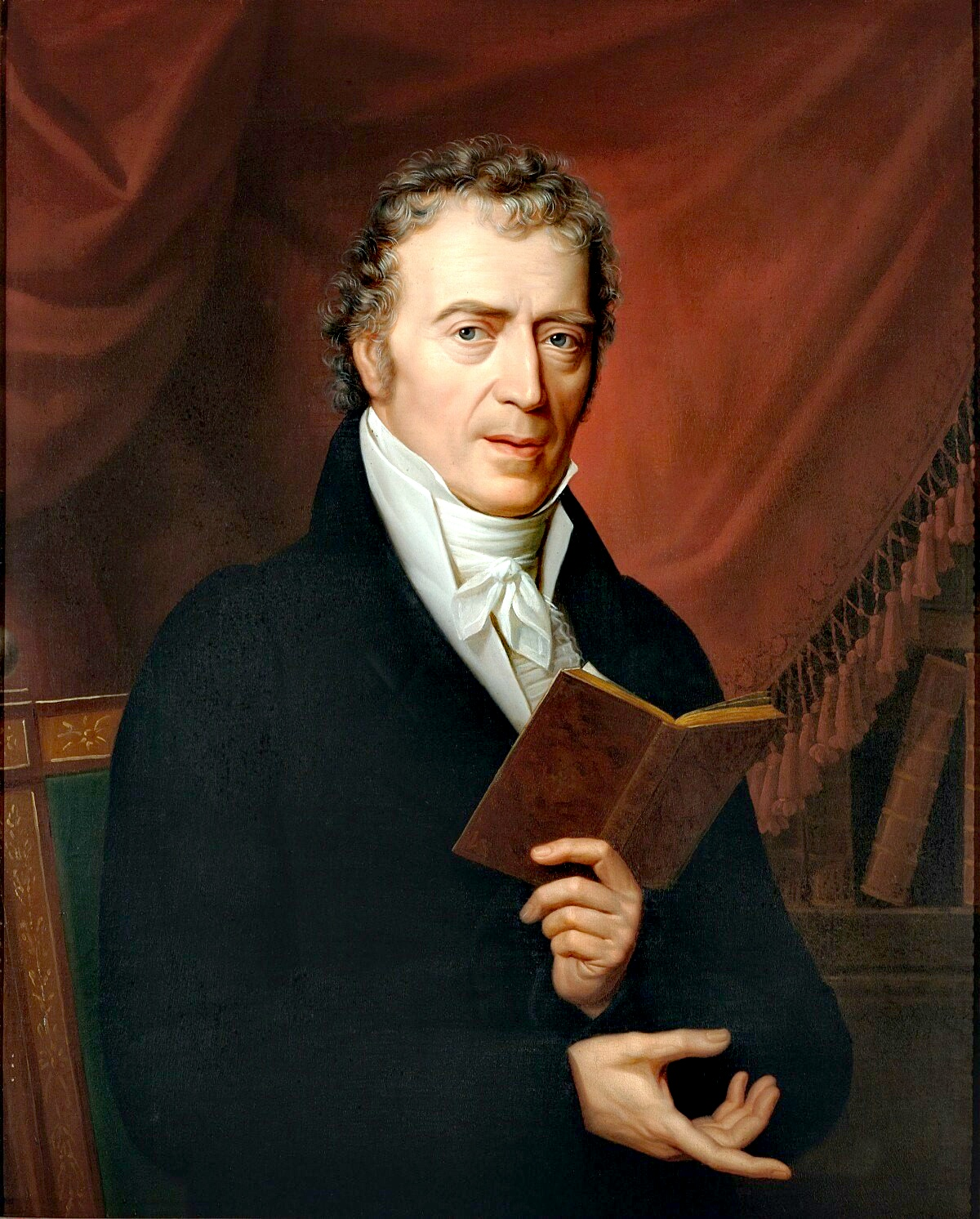
Christian Adolph Overbeck, Lübecker Bürgermeister, Diplomat, Dichter und Aufklärer – „the model of a gentleman“ (Porträt von Rudolph Suhrlandt, 1818)

Nach Auffassung des elisabethanischen Adeligen Richard Mulcaster zeichnet einen Gentleman aus, dass er „lesen, schreiben, zeichnen, singen, fremde Sprachen sprechen könne, ein Gelehrter sei und auch in der Theologie und Jurisprudenz Bescheid wisse“. Sein Zeitgenosse Kempf forderte eine „Erziehung in Grammatik, Logik und Mathematik“. Nach William Harrison habe man zu Shakespeares Zeiten unter anderem jene Männer als Gentlemen angesehen, „die die Rechte studiert, sich auf der Universität aufgehalten und sich mit Büchern, Wissenschaft und Kunst beschäftigt hätten“.
Gerade dieses Kriterium wurde von den tatsächlich tonangebenden und einflussreichen Kreisen Englands faktisch oft nicht geteilt. Gelehrsamkeit, Sprachkenntnisse, Rechtsstudien galten als „eines Gentleman nicht würdig“ und wurden allenfalls als Beschäftigung für nachgeborene Adelssöhne angesehen, die keinen Anspruch auf das väterliche Erbe hatten und sich daher anderweitig in der Welt zurechtfinden mussten. Eine ähnliche Auffassung findet sich auch bei dem amerikanischen Schriftsteller Lewis Mumford, der von einem Gentleman zwar „humanistische Erziehung“ verlangt, vertiefte Detailkenntnisse aber als eher schädlich betrachtet; der ideale Gentleman sei eher der Generalist, der von allem etwas wisse, aber von nichts zu viel.
Mitunter wurde auch weniger auf Umfang und Art des Wissens abgestellt, als vielmehr auf den Ort seines Erwerbs: Als Gentleman solle schlichtweg gelten, wer auf den berühmten sogenannten Public Schools von Eton, Rugby, Winchester etc. erzogen worden sei.

### Charakter
Vielfach wurde als Wesensmerkmal eines Gentleman auch ein bestimmtes, gewissen ethisch-moralischen Standards genügendes Verhalten genannt:
Chaucer etwa schreibt im Meliboeus (ca. 1386), dass niemand ein „gentil man“ genannt werden solle, der nicht Sorgfalt und Umsicht darauf verwende, seinen guten Namen zu verteidigen. Im The Wife of Bath’s Tale stellt er indes auf Tugendhaftigkeit („vertuous“), Zurückgezogenheit („prive“) und das Bestreben ab, Gutes zu tun. John Rastel legt 1525 in einem Dialog einem Bauern die Auffassung in den Mund, einen Gentleman zeichne „Demut, Geduld, Nächstenliebe, Freigebigkeit, Enthaltsamkeit, Ehrlichkeit und Keuschheit“ aus – weshalb er selbst der wahre Gentleman sei, und nicht seine standeshöheren Gesprächspartner. Auch nach Steele (Tatler, 1714) hängt die Berufung zum Gentleman keineswegs von den Lebensumständen des Betreffenden ab, sondern vielmehr von dem Verhalten, das er angesichts derselben zeige. Ähnlich äußerte sich auch Defoe, der insofern das von ihm vertretene aristokratisch-blutsmäßige Prinzip wieder relativiert. Auch William Harrison nennt als Kriterien neben der o. g. Bildung, dass die Betreffenden Würde und Haltung eines Gentleman zeigten.
In diesem Zusammenhang sei auch die Anekdote aus den Tagen König Jakobs II. erwähnt, wonach der Monarch auf die Bitte einer Dame, ihren Sohn zum „Gentleman“ zu machen, geantwortet haben soll, er sei allenfalls dazu in der Lage, ihn zum „Nobleman“ zu machen. Die Schaffung eines Gentleman sei indes dem Allmächtigen vorbehalten.
Nach Auffassung Lewis Mumfords zeichnet einen Gentleman „verkörperte Männlichkeit“ aus, „ein Beispiel vollkommenen Betragens, entschieden in allen Handlungen, stoisch im Leiden, selbstbeherrscht, rücksichtsvoll, physisch auf der Höhe und mit einer humanistischen Erziehung“. Von Kardinal Newman stammt die Definition, ein Gentleman sei ein Mann, der „niemandem Schmerz zufügt, (…) und der kein Aufhebens von den Gefälligkeiten macht, die er anderen erweist“. Henry James sieht jenen als Gentleman an, der „sich auch in unbedeutenden Momenten gut benimmt“. Noch im Film Eve und der letzte Gentleman wird der Gentleman als ein Mann charakterisiert, „der allzeit versucht, den Menschen um sich herum ein Höchstmaß an Wohlwollen zu erteilen.“

### Beschäftigung
Zentrales Augenmerk wurde auch der Frage geschenkt, auf welche Weise der Betreffende seinen Lebensunterhalt verdient. Die strengste Auffassung verlangt, dass ein Gentleman in der Lage sein müsse, diesen gänzlich ohne eigene Arbeit zu bestreiten – was den Kreis im Wesentlichen auf adelige Großgrundbesitzer verengte.
Moderatere Auffassungen lassen es genügen, dass die Person keine körperliche Arbeit verrichtet (so etwa Harrison und Mulcaster). In jedem Fall erlaubt diese Auslegung die Einbeziehung von akademischen Berufen wie Ärzten, Juristen oder Theologen – was zu einer Überschneidung mit dem o. g. Kriterium „Bildung“ führt. Strittig war jedoch häufig, inwieweit Angehörige des Kaufmannsstands („tradesmen“) einzubeziehen seien. Während im 15. Jahrhundert den Kaufleuten im Allgemeinen noch große Wertschätzung entgegengebracht wurde und sich selbst Angehörige des Königshauses im Handel und Geldverleih engagierten, geriet diese Berufsgruppe spätestens mit Regierungsantritt der Stuarts 1603 in Misskredit, da reines Erwerbsstreben zunehmend als eines Gentleman nicht würdig betrachtet wurde.
Harrison stuft überdies bestimmte Tätigkeit im Umfeld von Politik und Militär als „gentlemanlike“ ein, etwa die Ableistung von Kriegsdienst im Führungsstab oder die Beratung von Regierungsbehörden zu Friedenszeiten. Auch nach Robert von Ranke-Graves machen ein Offizierspatent, ein Diplom von Oxford oder Cambridge sowie eine geistliche Pfründe der Church of England ihre Inhaber automatisch zu Gentlemen.

### Kleidung
„Ein wahrer Gentleman ist jemand, der nichts dem Zufall überlässt. Es reicht nicht, dass man sich tadellos kleidet und dass alles makellos gepflegt ist. Die ganze Erscheinung muss vollkommen sein. […] Sind die Fingernägel gut manikürt? Sitzt der Hut im rechten Winkel? Ist der Regenschirm so eng gerollt, wie es sich gehört? Alle diese Fragen muss ein Gentleman sich stellen, sobald er mit dem Frühstück fertig ist.“

Dieses Zitat bringt eine heute weit verbreitete Auffassung zum Ausdruck, die einen Gentleman vor allem an Äußerlichkeiten wie einem gepflegten Auftreten im Stile klassischer Herrenmode erkennen will.

### Lebenskunst
Ein gänzlich anderer zeitgenössischer Zugang findet sich in dem Buch „Der Gentleman. Plädoyer für eine Lebenskunst“ des Journalisten Martin Scherer. Die These seines Buches lautet: „Hinter dem Gentleman verbirgt sich – ausgesprochen oder nicht – eine bestimmte Lebenskunst, in der sich in besonderer Weise Reflexion und Erfahrung, stolze Einsamkeit und soziale Kultur verdichten.“
Scherer führt diese Form von Lebenskunst in sieben Kapiteln aus mit den Überschriften Höflichkeit, Understatement, Gleichgewicht, Contenance, Ironie und Charme. Damit definiert er den Gentleman über seinen Charakter im Stil einer modernen Tugendlehre.

## Entwicklungsgeschichte des Begriffs
„Der Begriff des Gentleman hat in der Philosophie von jeher eine besondere Rolle gespielt, weil es gleichsam zur griechischen Vorstellung des Idealmenschen gehört, weil die Tugend der Kontemplation eine Bestätigung durch die Theologie gefunden hat und das akademische Leben durch das Ideal des uneigennützigen Wahren geadelt wurde. Der Gentleman muß als Mitglied einer Gesellschaft von Gleichberechtigten gezeichnet werden, die von Sklavenarbeit leben oder zumindest von der Arbeit von Menschen, deren untergeordnete Stellung außer Frage steht.“

Immer wieder wurden Abwandlungen bzw. Neubildungen des Begriffs „Gentleman“ geschaffen, um Kreise miteinbeziehen zu können, die nach den jeweiligen Maßstäben des Sprechers die Voraussetzungen des Gentleman-Begriffs gar nicht erfüllen. Als new gentlemen wurden etwa gerne verdiente und erfolgreiche Kaufleute bezeichnet, als gentlemen by nature Angehörige einfacherer Stände, die sich durch besondere charakterliche Vorzüge auszeichnen. Die vor allem in Kriegszeiten in großem Umfang in den Offiziersrang berufenen Männer, denen die geburts- und bildungsmäßigen Voraussetzungen für den Gentleman-Status fehlten, nannte man bisweilen temporary gentlemen.
Etwa ab dem 19. Jahrhundert war ein allgemeiner Niedergang des Begriffs zu verzeichnen. Bestenfalls stellt er noch eine Bezeichnung für einen – insbesondere zu Damen – besonders freundlichen oder höflichen Herrn dar. Häufig wird er aber einfach als Synonym für „Mann“ gebraucht, wie dies etwa in der Anrede „Dear ladies and gentlemen“ zum Ausdruck kommt. Bezeichnend erscheint insofern auch die Beschriftung britischer Toilettentüren mit dem Wort Gents oder die Verwendung des Wortes in Zusammensetzungen wie Gentlemen’s Club, was häufig genug eine euphemistische Bezeichnung für Bordelle, Stundenhotels oder Ähnliches darstellt. In seiner ursprünglichen Bedeutung lebt es freilich weiter in Zusammensetzungen wie Gentlemen’s Agreement oder gentlemanlike.